# 达吉达燃气电站
达吉达燃气电站是位于缅甸的一座106兆瓦级燃气-蒸汽联合循环电厂，由中国电建集团旗下山东电力建设第三工程有限公司（简称“山东电建三公司”）建设并负责运维。

## 概况
达吉达燃气电站采用燃气-蒸汽联合循环技术，总装机容量106兆瓦。该电站是一带一路倡议沿线的重要能源项目，于2018年2月正式投产发电。